# 23 Librae c
23 Librae c (hay 23 Lib c) là một ngoại hành tinh quay quanh ngôi sao 23 Librae giống như Sao Mộc và được phát hiện năm 2009. Quỹ đạo của hành tinh này là một trong những quỹ đạo dài nhất được phát hiện qua vận tốc xuyên tâm. Thời gian thực tế để hành tinh này đi hết quỹ đạo là khoảng từ 4600 đến 5400 ngày (12,5 đến 15 năm). Độ sai của việc đo của chu kỳ quỹ đạo là rất có khả năng vì hành tinh này chưa hoàn thành quỹ đạo trong thời gian quan sát. Độ dài quỹ đạo của nó từ 5.3 đến 6.3 AU, hoặc từ 491 đến 584 Mmi (triệu dặm).